# Cdrtools
cdrtools — коллекция утилит для записи данных на оптические диски. Включает в себя средства создания образов файловых систем, используемых на таких дисках, их прожига на носитель, а также инструменты считывания записанного диска в образ, преобразования аудиодорожек в файлы формата wav, различных проверок.

## Состав пакета программ
- mkisofs — программа создания образа файловой системы для последующей записи на носитель.
- mkhybrid — псевдоним (символьная ссылка) программы mkisofs, указывающий на её способность создавать гибридные образы дисков: содержащие аудиодорожки и данные в виде файлов.
- cdrecord — программа записи образа файловой системы на оптический носитель.
- readcd — программа для считывания содержимого лазерного диска в файл-образ. В отличие от утилиты dd примерно в 3 раза меньше нагружает центральный процессор.
- cdda2wav — считывание аудиодиска с преобразованием аудиоданных в формат wav.
- isovfy — утилита для проверки образа оптического диска (содержащейся в нём файловой системы) на наличие ошибок.
- isodump — интерактивная проверка дерева каталогов образа диска.
- isoinfo — получение различной информации об образе оптического диска.
- devdump — низкоуровневая проверка образа или записанного диска.
- isodebug — получение отладочной информации об образе диска.
- btcflash — утилита обновления прошивки (firmware) дисковода модели BTC DRW1008 DVD+/-RW.

## Графические интерфейсы
Для Linux и UNIX-подобных операционных систем
- Brasero
- GnomeBaker
- K3b
- SimpleBurn
- X-CD-Roast

Для Windows
- cdrtfe
- InfraRecorder